# Liste de membres de la diaspora chinoise
- Haut – A
- B
- C
- D
- E
- F
- G
- H
- I
- J
- K
- L
- M
- N
- O
- P
- Q
- R
- S
- T
- U
- V
- W
- X
- Y
- Z

## C
- Victor Chang
- Michael Chang
- François Cheng
- Shiing-Shen Chern
- Michael Chong
- Olivia Chow
- Leroy Chiao
- Steven Chu
- Arthur Chung

## D
- Franklin R. Chang-Diaz

## H
- Aw Boon Haw

## K
- Michelle Kwan
- Tan Kah Kee

## L
- Bruce Lee
- Tsung-Dao Lee
- Yuan Tseh Lee

## M
- Vanessa-Mae
- Yo-Yo Ma

## P
- Ieoh Ming Pei

## S
- Son Sen
- Da-Wen Sun

## U
- Cho U

## Y
- Ken Yeang
- William Yee
- Lee Kuan Yew
- Liu Yifei

- Haut – A
- B
- C
- D
- E
- F
- G
- H
- I
- J
- K
- L
- M
- N
- O
- P
- Q
- R
- S
- T
- U
- V
- W
- X
- Y
- Z